# 刻纹蚬
刻纹蚬（学名：Corbicula largillierti）为蚬科蚬属的动物，俗名拉氏蚬、花蚬、黑蚬，是中国的特有物种。分布于长江流域的洞庭湖、鄱阳湖及与其相通的河流内等地，主要生活于河流及湖泊的泥沙底以及泥底。